# 康得氏桂脂鯉
康得氏桂脂鯉，為輻鰭魚綱脂鯉目脂鯉亞目脂鯉科的其中一個種，為熱帶淡水魚，分布於南美洲巴西黑河流域，體長可達5.4公分，棲息在底中層水域，屬肉食性，以小魚為食，生活習性不明，可作為觀賞魚。